# Liste der Bodendenkmale in Hemsbünde
In der Liste der Bodendenkmale in Hemsbünde sind alle Bodendenkmale der niedersächsischen Gemeinde Hemsbünde aufgelistet. Die Quelle ist der Denkmalatlas Niedersachsen. 
Der Stand der Liste ist der 24. November 2024.
Allgemein

Hemsbünde im Landkreis Rotenburg (Wümme)

In den Spalten finden sich folgende Informationen des Bodendenkmales:
Lagegeographische Koordinaten
BezeichnungBezeichnung lt. Denkmalatlas
BeschreibungBeschreibung lt. Denkmalatlas
IDObjekt-ID
BildBild, ggf. zusätzlich mit Link zu weiteren Fotos im Medienarchiv Wikimedia Commons.

## Hastedt
| Lage                       | Bezeichnung           | Beschreibung | ID       | Bild |
| -------------------------- | --------------------- | --- | -------- | ---- |
| 53° 5′ 8″ N, 9° 28′ 4″ O   | Hastedt 4, Grabhügel  | Durchmesser ca. 13 m und Höhe ca. 1 m. Annähernd rund, gewölbt, Rand deutlich abgesetzt. Im Zentrum muldenförmige alte Eingrabung von ca. 3,2 × 2,8 m mit 0,3 m T. Durchsetzt von Tierbauten.                           | 28996227 | BW   |
| 53° 5′ 10″ N, 9° 28′ 0″ O  | Hastedt 6, Grabhügel  | Durchmesser ca. 10 m und Höhe ca. 0,45 m. Rund, flach gewölbt, Rand auslaufend. Über die östliche Hälfte von Nord nach Süd ein Trampelpfad.                                                                             | 28996229 | BW   |
| 53° 4′ 55″ N, 9° 26′ 39″ O | Hastedt 18, Grabhügel | Durchmesser ca. 17,6 m und Höhe ca. 0,7 m. Rund, gewölbt, Rand im Nordosten abgesetzt, sonst auslaufend. Flache Kuppenmulde; Oberfläche uneben mit Tierbauen. An Südost-Seite vermutlich Erdentnahme von ca. 7,3 × 4 m. | 28996110 | BW   |

### Hastedt 21
- ID:28974091
- Grabhügelfeld

| Lage                       | Bezeichnung | Beschreibung | ID       | Bild |
| -------------------------- | ----------- | --- | -------- | ---- |
| 53° 4′ 47″ N, 9° 28′ 6″ O  | Hastedt 21  | Durchmesser ca. 15 m und Höhe ca. 1 m, rund. Auf der Kuppe aufgesetzter kleinerer Hügel mit Dm. 10 m H. 0,6 m. Im Zentrum kleine Einsenkung, vermutlich Tierbau. | 28974090 | BW   |
| 53° 4′ 47″ N, 9° 28′ 9″ O  | Hastedt 22  | Durchmesser ca. 9,5 m und Höhe ca. 0,9 m, rund. Rand deutlich abgesetzt. | 28974087 | BW   |
| 53° 4′ 49″ N, 9° 28′ 14″ O | Hastedt 23  | Durchmesser ca. 13 m und Höhe ca. 0,75 m, rund. West-Rand auslaufend; möglicherweise auch angesetzter kleinerer Hügel von Dm 8,5 m. Im Haupthügel Eingrabungsmulde 1 m nördlich der Mitte, weitere Eingrabung am Süd-Rand. Im kleineren Hügelanbau flache Mulde in der Mitte.                | 28974088 | BW   |
| 53° 4′ 49″ N, 9° 28′ 16″ O | Hastedt 24  | Durchmesser ca. 6,5 m und Höhe ca. 0,5 m, rund. Gleichmäßig gewölbt. Im östlichen Teil Störung durch Schützengraben und Fuchsbau. | 28974089 | BW   |
| 53° 4′ 50″ N, 9° 28′ 17″ O | Hastedt 25  | Durchmesser ca. 6 m und Höhe ca. 0,4 m, rund. Flach gewölbt. | 28973972 | BW   |
| 53° 4′ 53″ N, 9° 28′ 16″ O | Hastedt 26  | Durchmesser ca. 10 m und Höhe ca. 0,8 – 1 m, rund. Deutlich gewölbt. Rand im Nordosten angeschnitten. Oberfläche durch Betreten beschädigt. | 28973973 | BW   |
| 53° 4′ 48″ N, 9° 28′ 16″ O | Hastedt 27  | Durchmesser ca. 6 m und Höhe ca. 0,4 m, rund. Flach gewölbt. Oberfläche durch Betreten beschädigt. Nur schwer zu erkennen. | 28973974 | BW   |
| 53° 4′ 48″ N, 9° 28′ 15″ O | Hastedt 28  | Durchmesser ca. 10 m und Höhe ca. 0,4 m, rund. Flach gewölbt. Oberfläche durch Betreten beschädigt. Nur schwer zu erkennen. | 28974084 | BW   |
| 53° 4′ 47″ N, 9° 28′ 20″ O | Hastedt 29  | Durchmesser ca. 12 m und Höhe ca. 0,5 – 0,8 m, rund. Gewölbt, Flanken nach Osten abfallend, Rand auslaufend. Oberfläche stark durch Betreten beschädigt. | 28974085 | BW   |
| 53° 4′ 47″ N, 9° 28′ 23″ O | Hastedt 30  | Durchmesser ca. 15 m und Höhe ca. 1 m, Hügelrest. Ehemals rund; vom Weg zerschnitten, nur noch fragmentarisch vorhanden. Oberfläche durch Betreten beschädigt. | 28974086 | BW   |
| 53° 4′ 48″ N, 9° 28′ 26″ O | Hastedt 31  | Durchmesser ca. 6 – 8 m und Höhe ca. 0,5 m, rund. Oberfläche stark durch Betreten beschädigt. | 28974082 | BW   |
| 53° 4′ 48″ N, 9° 28′ 28″ O | Hastedt 32  | Durchmesser ca. 10 – 12 m und Höhe ca. 1 – 1,2 m, rund. Oberfläche durch Betreten beschädigt. | 28974083 | BW   |
| 53° 4′ 52″ N, 9° 28′ 31″ O | Hastedt 36  | | 28973982 | BW   |
| 53° 4′ 53″ N, 9° 28′ 31″ O | Hastedt 37  | | 28974078 | BW   |
| 53° 4′ 50″ N, 9° 28′ 29″ O | Hastedt 39  | Durchmesser ca. 10 – 12 m und Höhe ca. 1 – 1,2 m, rund. Am südöstlichen Rand grenzt eine Wegespur an. Oberfläche durch Betreten beschädigt. | 28973978 | BW   |
| 53° 4′ 49″ N, 9° 28′ 6″ O  | Hastedt 40  | Durchmesser ca. 10 m und Höhe ca. 1 m, rund. Oberfläche durch Betreten beschädigt. | 28973979 | BW   |
| 53° 4′ 49″ N, 9° 28′ 5″ O  | Hastedt 41  | Durchmesser ca. 10 m und Höhe ca. 1 m, rund. Rand im Südwesten etwas auslaufend. Oberfläche durch Betreten beschädigt. | 28973980 | BW   |
| 53° 4′ 50″ N, 9° 28′ 7″ O  | Hastedt 42  | Durchmesser ca. 6 – 8 m und Höhe ca. 0,8 – 1 m, rundlich. Rand etwas auslaufend. Oberfläche durch Betreten beschädigt. | 28974079 | BW   |
| 53° 4′ 47″ N, 9° 28′ 21″ O | Hastedt 43  | Durchmesser ca. 12 m und Höhe ca. 1,5 m, rund. Nord-Rand etwas zur Dünensenke abfallend. Fahrspur von West nach Ost. Oberfläche durch Betreten beschädigt. | 28974080 | BW   |
| 53° 4′ 51″ N, 9° 27′ 59″ O | Hastedt 44  | Durchmesser ca. 16 m und Höhe ca. 2,4 m, rund. In der Mitte große Abgrabung mit Dm. 4 m und T. 1,6 m einer Flakstellung aus dem 2. Weltkrieg; durch den Aushub um 0,4 – 0,5 m erhöht. Süd – Seite gestört. Hügeldecke ist entfernt. Schmaler Pfad von Nord nach Süd.                         | 28974081 | BW   |
| 53° 4′ 51″ N, 9° 27′ 56″ O | Hastedt 45  | Oval in West-Ost-Richtung, 23 × 18 m; H. 2 – 2,5 m. Im südöstlichen Teil große Trichterung mit Dm.ca. 6 m und T. 1,6 m von Flakstellung aus dem 2. Weltkrieg. Am Rand verwachsene Beschädigungen.                                                                                            | 28973975 | BW   |
| 53° 4′ 52″ N, 9° 27′ 57″ O | Hastedt 46  | Oval in Nordost-Südwest-Richtung, Dm. 15 × 20 m; H. 2 m. Zentrale Trichterung mit Dm. 5 m und T. 1,2 m von Flakstellung aus dem 2. Weltkrieg. Verwachsene Eingrabungen. Randlich durch Betreten gestört.                                                                                     | 28973976 | BW   |
| 53° 4′ 53″ N, 9° 27′ 57″ O | Hastedt 47  | Durchmesser ca. 10 m und Höhe ca. 1 – 1,2 m. Ehemals rund. In der Nähe des Zentrums verwachsene Abgrabung von Dm. 2 m und T. 1 m. | 28973977 | BW   |
| 53° 4′ 53″ N, 9° 27′ 59″ O | Hastedt 48  | Durchmesser ca. 20 m und Höhe ca. 2,5 m, rund. Rand auslaufend; etwas beschädigt. Im Zentrum rechteckige Eingrabung von Dm. 4 m und T. 1,6 m einer Flakstellung aus dem 2. Weltkrieg; durch den Auswurf der Trichterung erhöht. Hügel tief von Pfad in Südost-Nordwest-Richtung geschnitten. | 28973981 | BW   |

## Hemsbünde
| Lage                       | Bezeichnung            | Beschreibung | ID       | Bild |
| -------------------------- | ---------------------- | --- | -------- | ---- |
| 53° 6′ 18″ N, 9° 28′ 19″ O | Hemsbünde 1, Grabhügel | Durchmesser ca. 16,1 m und Höhe ca. 0,6 m. Rund, gewölbt, Rand auslaufend. Kuppe etwas uneben. Von Südwest nach Nordost tiefe Fahrspur.                                                           | 28996115 | BW   |
| 53° 6′ 16″ N, 9° 28′ 19″ O | Hemsbünde 2, Grabhügel | Durchmesser ca. 10 m und Höhe ca. 0,3 – 0,6 m. Rund, von Nordost nach Südwest, dabei Gelände im Südwesten weiter abfallend. Gewölbt, Rand nach Norden auslaufend. Zwei kopfgroße Steine sichtbar. | 28995990 | BW   |

### Hemsbünde 20
- ID:28996231
- Ursprünglich vier Grabhügel mit Dm 8 – 14,7 m und H. 0,2 – 0,5 m. Bis auf einen nur noch in Resten erhalten bzw. obertägig zerstört.

| Lage                       | Bezeichnung  | Beschreibung | ID       | Bild |
| -------------------------- | ------------ | --- | -------- | ---- |
| 53° 5′ 46″ N, 9° 26′ 45″ O | Hemsbünde 21 | Durchmesser ca. 11 m und Höhe ca. 0,5 m. Rund, leicht gewölbt, Rand auslaufend. Oberfläche uneben; im Nordost-Teil eine größere Störung. | 28996233 | BW   |
| 53° 5′ 47″ N, 9° 26′ 43″ O | Hemsbünde 22 | Durchmesser ca. 8 m. Mitte zerstört und abgetragen; West- u. Ost-Rand kaum noch erkennbar.                                               | 28996122 | BW   |
| 53° 5′ 47″ N, 9° 26′ 42″ O | Hemsbünde 23 | Durchmesser ca. 14,7 m und Höhe ca. 0,2 m. Rund, sehr leicht gewölbt, Rand auslaufend. Süd-Hälfte durch Weg zerstört.                    | 28996123 | BW   |